# Americanization School
Americanization School construido en 1931 ubicado en Oceanside en el estado estadounidense de California es un edificio histórico. Americanization School se encuentra inscrito en el Registro Nacional de Lugares Históricos desde el 08 de abril de 1994. Gill, Irving J. fue el arquitecto quién diseñó el Americanization School.

## Ubicación
Americanization School se encuentra dentro del condado de San Diego en las coordenadas 33°11′46″N 117°22′16″O / 33.196111, -117.371111.